# 市荣乡
市荣乡，是中华人民共和国四川省雅安市汉源县曾经下辖的一个乡。

## 行政区划
市荣乡撤销前下辖以下地区：
四农村、前进村、共和村、太坪村、红砂村、富塘村、桃坪村和新乡村。